# Marthasterias africana
A Marthasterias africana a tengericsillagok (Asteroidea) osztályának Forcipulatida rendjébe, ezen belül az Asteriidae családjába tartozó faj.

## Rendszertani eltérés
2016-ig azonosnak tartották az osztrigafarkassal (Marthasterias glacialis) (Linnaeus, 1758).

## Előfordulása
A Marthasterias africana előfordulási területe a Dél-Afrikát körülvevő partmenti tengervizek.

## Életmódja
A tengerfenék közelében vadászik a puhatestűekre.

## Szaporodása
Hímnős élőlény. A lárva a plankton részévé válik.